# 巴尔拜拉
巴尔拜拉（法語：Barbaira，法語發音：[baʁbɛʁa] ⓘ）是法国奥德省的一个市镇，属于卡尔卡松区。

## 地理
巴尔拜拉（43°11'6"N, 2°30'44"E）面积9.4 平方千米，位于法国奧克西塔尼大區奥德省，该省份为法国南部沿海省份，北起塔恩省，西北接上加龙省，西接阿列日省，南至东比利牛斯省，东临地中海，东北与埃罗省接壤。
与巴尔拜拉接壤的市镇（或旧市镇、城区）包括：卡庞迪、弗卢尔、马塞耶特、特雷布、瓦勒德达涅。

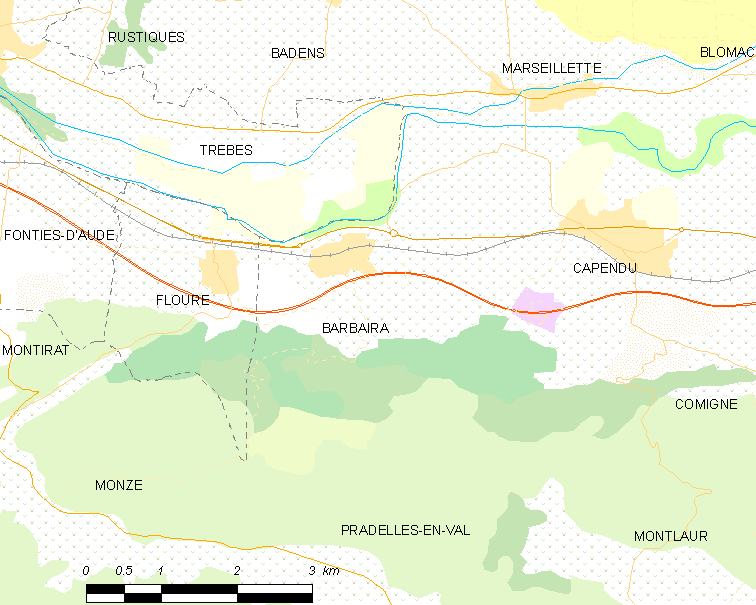
巴尔拜拉的OSM定位图

巴尔拜拉的时区为UTC+01:00、UTC+02:00（夏令时）。

## 行政
巴尔拜拉的邮政编码为11800，INSEE市镇编码为11027。

## 政治
巴尔拜拉所属的省级选区为亚拉里克山县。

## 人口

1962-2008年间巴尔拜拉人口变化图示

巴尔拜拉于2022年1月1日时的人口数量为787人。